# Saurichthyidae
Saurichthyidae é uma família de peixes fósseis da ordem Saurichthyiformes. Ocorreu do Permiano Superior ao Jurássico Inferior na Europa, América do Norte, África, Ásia e Oceania.
Quatro gêneros são reconhecidos:
- Acidorhynchus Stensiö, 1925 [Jurássico Inferior da Europa e América do Norte]
- Eosaurichthys Liu & Wei, 1988 [Permiano Superior da China]
- Saurichthys Agassiz, 1834 [Triássico Inferior-Médio da Europa, América do Norte, África, Ásia e Oceania]
- Sinosaurichthys Wu, Sun, Xu, Hao, Jiang & Sun, 2010 [Triássico Médio da China]